# Conflit entre l'armée islamique et Al-Qaïda
Le conflit entre l'Armée islamique d'Irak et Al-Qaïda en Irak faisait partie de la violence sectaire en Irak qui a eu lieu pendant le conflit plus large de la Première guerre civile irakienne (2006-2008) et la guerre en Irak qui a suivi l'invasion de l'Irak en 2003.
Début 2007, l'un des principaux groupes armés irakiens avait confirmé sa scission avec Al-Qaïda en Irak (AQI), selon un porte-parole de l'organisation dissidente. L'armée islamique, cependant, a conclu un cessez-le-feu « avec AQI le 6 juin 2007, mais a toujours refusé de signer l'État islamique d'Irak ».

## Arrière-plan
La scission initiale entre l'armée islamique et Al-Qaïda en Irak remonte à 2005, avec quelques petits rapports de scissions et même d'affrontements armés. À l'été 2006, des divisions croissantes ont commencé à s'ouvrir entre les tribus sunnites locales et les groupes d'insurgés (y compris l'armée islamique) et al-Qaïda. Le principal objectif de ces divisions était le mécontentement à l'égard d'Al-Qaïda et de ses tactiques, en particulier le ciblage massif et délibéré de civils par des combattants étrangers d'Al-Qaïda.
En septembre 2006, cette colère croissante a conduit à la création du Conseil du salut d'Anbar par 30 tribus, qui ont ensuite cherché le soutien des États-Unis pour combattre Al-Qaïda à Anbar. Utilisant le Conseil du salut d'Al-Anbar comme modèle, les CLC ont été armés et formés par l'armée américaine pour patrouiller dans leurs communautés et agir en tant que groupes de surveillance de quartier. Ce qui a commencé comme le Réveil d'Al-Anbar [Conseil du salut] a ensuite évolué vers la formation de groupes de citoyens locaux concernés présents dans presque tous les grands quartiers de Bagdad et dans toutes les provinces.
À la mi-octobre 2006, al-Qaïda a annoncé la création de l'État islamique d'Irak (ISI), remplaçant le Conseil des moudjahidines de la choura (MSC) et son al-Qaïda en Irak (AQI).

## Conflit
Les combats réels entre les différents groupes avaient commencé au début de 2007, avec des groupes combattant Al-Qaïda pour le contrôle de leurs communautés locales. Les combats ont vu Al-Qaïda cibler des groupes qui la critiquaient, Al-Qaïda bombardant une mosquée sunnite à Falloujah en février 2007 et assassinant le chef de la Brigade de la révolution de 1920.
Février 2007 a également vu Misha'an al-Juburi , propriétaire d'une chaîne de télévision utilisée comme chaîne de propagande par l'IAI, attaquer Al-Qaïda en Irak, en particulier à propos des attaques de groupes contre des civils, des groupes d'insurgés rivaux et les forces de sécurité irakiennes.

### Le conflit d'Al-Qaïda avec les Brigades de la Révolution de 1920
Les Brigades de la révolution de 1920 ont annoncé le 27 mars 2007 que leur chef, Harith Dhahir Khamis al-Dari, avait été tué dans une embuscade d'Al-Qaïda à Abou Ghraib . Dari était le neveu de Harith al-Dari, le chef exilé de l'Association des érudits musulmans. Les Brigades de la Révolution de 1920 auraient été en pourparlers sur la collaboration avec le Conseil du salut d'Anbar. Dari était depuis longtemps la cible d'Al-Qaïda en raison de son refus de prêter allégeance à l'émir de l'ISI, Abou Omar al-Baghdadi.
Après la mort de Dari, les Brigades ont annoncé leur scission en deux factions - les Brigades de la révolution de 1920 et le Hamas d'Irak. La rupture était le résultat de points de vue divergents sur le travail avec le Conseil du salut d'al-Anbar, les négociations avec les forces de la coalition et les relations avec l'État islamique d'Irak (ISI) d'Al-Qaïda.

### Conflit ouvert
Les combats se sont intensifiés au printemps 2007. Début avril, l'armée islamique a rompu ses liens avec l'ISI après avoir affirmé que ses membres avaient été menacés par le groupe. Plus tard dans le mois, l'armée islamique a accusé l'ISI d'avoir tué au moins 30 combattants de l'armée islamique, ainsi que des membres de la Jamaat Ansar al-Sunna et de l' armée des moudjahidines. Face à l'escalade du conflit, l'armée islamique a appelé Oussama ben Laden à intervenir personnellement pour régner sur al-Qaïda en Irak. En mai 2007, le Conseil du salut d'Anbar a affirmé avoir tué Abou Ayyub al-Masri, qui a été dissipé par une bande audio publiée par le groupe en réponse, qui a également nié les allégations de combats entre les différents groupes. Fin mai 2007, les forces américaines ont libéré des dizaines d'Irakiens qui avaient été torturés par Al-Qaïda dans le cadre de sa campagne d'intimidation.
En juin, des fusillades ouvertes entre les différents groupes avaient atteint Bagdad.

### Rupture du cessez-le-feu
Alors que l'armée islamique et Al-Qaïda avaient convenu d'un cessez-le-feu en juin 2007, des rapports ont fait état de combats entre l'armée islamique et Al-Qaïda autour de Samarra en octobre et novembre 2007. Les forces de la coalition ont par la suite affirmé que les opérations impliquaient du personnel irakien et de la coalition, comme opposé à l'armée islamique. Certains médias de l'époque ont également rapporté, malgré les objections de l'armée islamique, que l'armée islamique avait commencé à travailler avec la coalition dans le cadre d'un réveil plus large.